# Copa de Islas Feroe 2022
La Copa de Islas Feroe 2022 fue la sexagésima octava —68.°—  edición de la Copa de Islas Feroe. El torneo empezó el 2 de abril de 2022 con los partidos de la Ronda preliminar y finalizó el 29 octubre del mismo año con la final.
Víkingur conquistó su 6º título tras ganar en la final al KÍ por el marcador de 1-0.

## Desarrollo

### Ronda preliminar
| Local      | Resultado | Visitante         | Fecha      | Hora  | Estadio       |
| ---------- | --------- | ----------------- | ---------- | ----- | ------------- |
| FC Hoyvík  | 8-0       | Miðvágs Bóltfelag | 2 de abril | 16:00 | Hoyvíksvøllur |
| FC Suðuroy | 5-0       | Royn Hvalba       | 3 de abril | 14:30 | Á Eiðinum     |

### Primera ronda
| Local           | Resultado  | Visitante    | Fecha       | Hora  | Estadio          |
| --------------- | ---------- | ------------ | ----------- | ----- | ---------------- |
| Víkingur Gøta   | 4-0        | Undrið       | 14 de abril | 15:00 | Sarpugerði       |
| ÍF              | 4-0        | B71 Sandoy   | 14 de abril | 15:00 | Í Fløtugerði     |
| Argja Bóltfelag | 4-2 (pró.) | B68 Toftir   | 14 de abril | 15:00 | Skansi Arena     |
| HB Tórshavn     | 9-1        | FC Suðuroy   | 14 de abril | 15:00 | Gundadalur       |
| TB Tvøroyri     | 4-0        | FC Hoyvík    | 14 de abril | 15:00 | Við Stórá        |
| EB/Streymur     | 2-4 (pró.) | 07 Vestur    | 14 de abril | 15:00 | Við Margáir      |
| Skála           | 0-3        | KÍ           | 14 de abril | 18:30 | Undir Mýruhjalla |
| NSÍ Runavík     | 1-4        | B36 Tórshavn | 14 de abril | 19:00 | Við Løkin        |

### Cuartos de final
| Local        | Resultado | Visitante       | Fecha      | Hora  | Estadio        |
| ------------ | --------- | --------------- | ---------- | ----- | -------------- |
| HB Tórshavn  | 2-1       | Argja Bóltfelag | 18 de mayo | 18:00 | Gundadalur     |
| KÍ           | 3-0       | ÍF              | 18 de mayo | 18:30 | Við Djúpumýrar |
| TB Tvøroyri  | 1-4       | 07 Vestur       | 18 de mayo | 18:45 | Við Stórá      |
| B36 Tórshavn | 0-2       | Víkingur Gøta   | 18 de mayo | 20:00 | Gundadalur     |

### Semifinales
| Fecha           | Hora  | Local         | Resultado | Visitante     | Estadio        |
| --------------- | ----- | ------------- | --------- | ------------- | -------------- |
|                 |       | Víkingur Gøta | 3−2       | HB Tórshavn   |                |
| 7 de septiembre | 18:00 | Víkingur Gøta | 2:2       | HB Tórshavn   | Sarpugerði     |
| 5 de octubre    | 19:00 | HB Tórshavn   | 0:1       | Víkingur Gøta | Tórsvøllur     |
|                 |       | 07 Vestur     | 2−6       | KÍ            |                |
| 7 de septiembre | 19:00 | 07 Vestur     | 2:2       | KÍ            | á Dungasandi   |
| 5 de octubre    | 18:30 | KÍ            | 4:0       | 07 Vestur     | Við Djúpumýrar |

### Final
| 29 de octubre | KÍ | 0:1     | Víkingur Gøta | Tórsvøllur, Tórshavn |  |
| 19:00         |    | Reporte |               |                      |  |

## Goleadores
- Actualizado el 29 de octubre de 2022

| Pos. | Jugador              | Equipo     | Goles |
| ---- | -------------------- | ---------- | ----- |
| 1    | Páll Klettskarð      | KÍ         | 5     |
|      | Sølvi Vatnhamar      | Víkingur   | 5     |
| 3    | Marius Kryger Lindh  | AB         | 3     |
|      | Ronni Møller-Iversen | 07 Vestur  | 3     |
|      | Pætur Petersen       | HB         | 3     |
|      | Ari Poulsen          | FC Suðuroy | 3     |
|      | Mads Borchers        | 07 Vestur  | 3     |
|      | Mikkel Blåholm       | TB         | 3     |
|      | Jákup Andreasen      | KÍ         | 3     |